# Bracon vulgaris
Bracon vulgaris är en stekelart som beskrevs av William Harris Ashmead 1894. Bracon vulgaris ingår i släktet Bracon och familjen bracksteklar. Utöver nominatformen finns också underarten B. v. muesebecki.